# Varanus panoptes
Varanus panoptes là một loài thằn lằn trong họ Varanidae. Loài này được Storr mô tả khoa học đầu tiên năm 1980.

## Hình ảnh

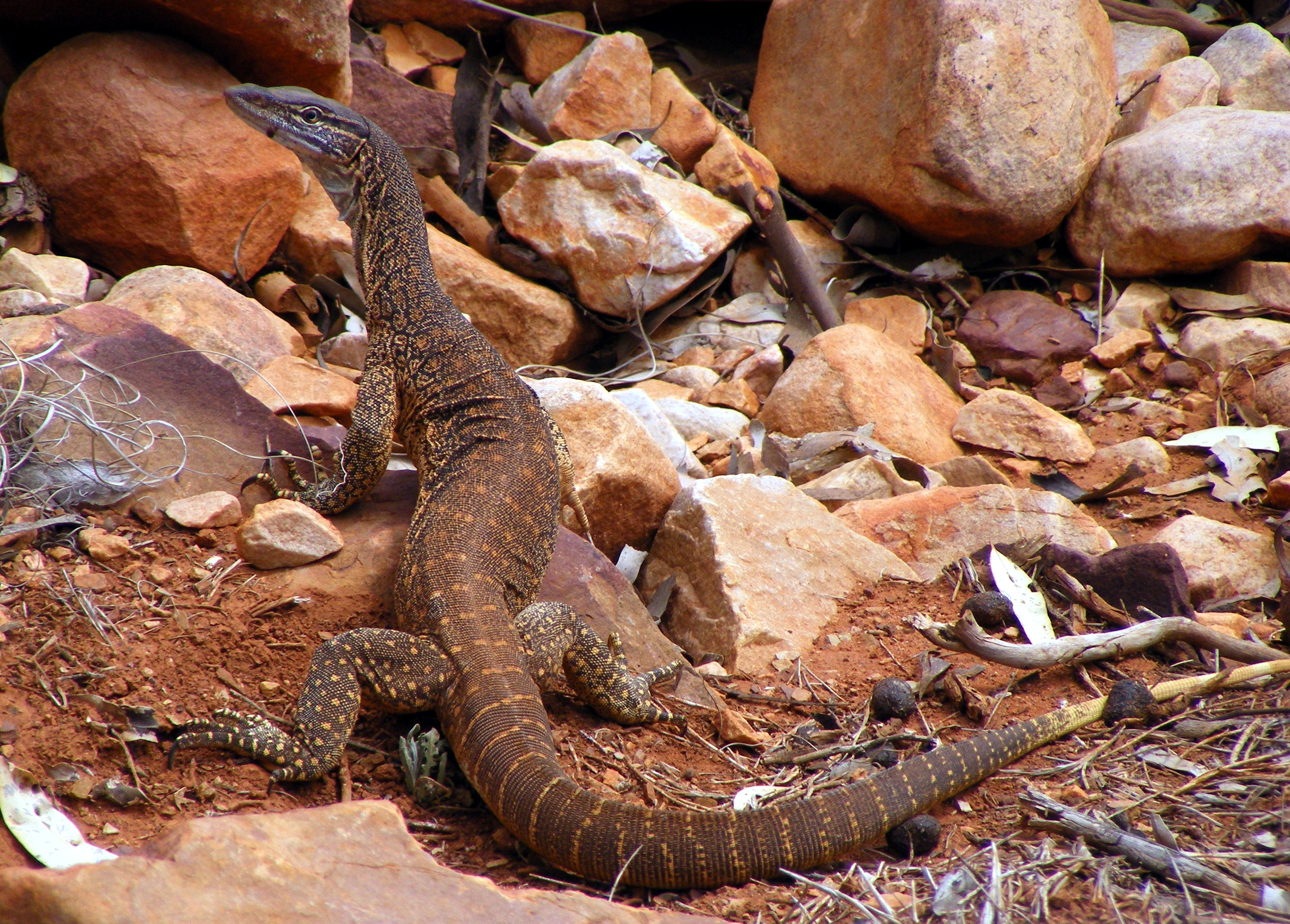
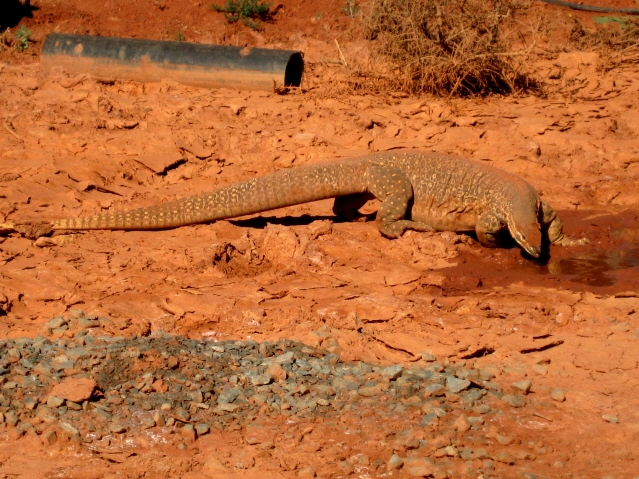
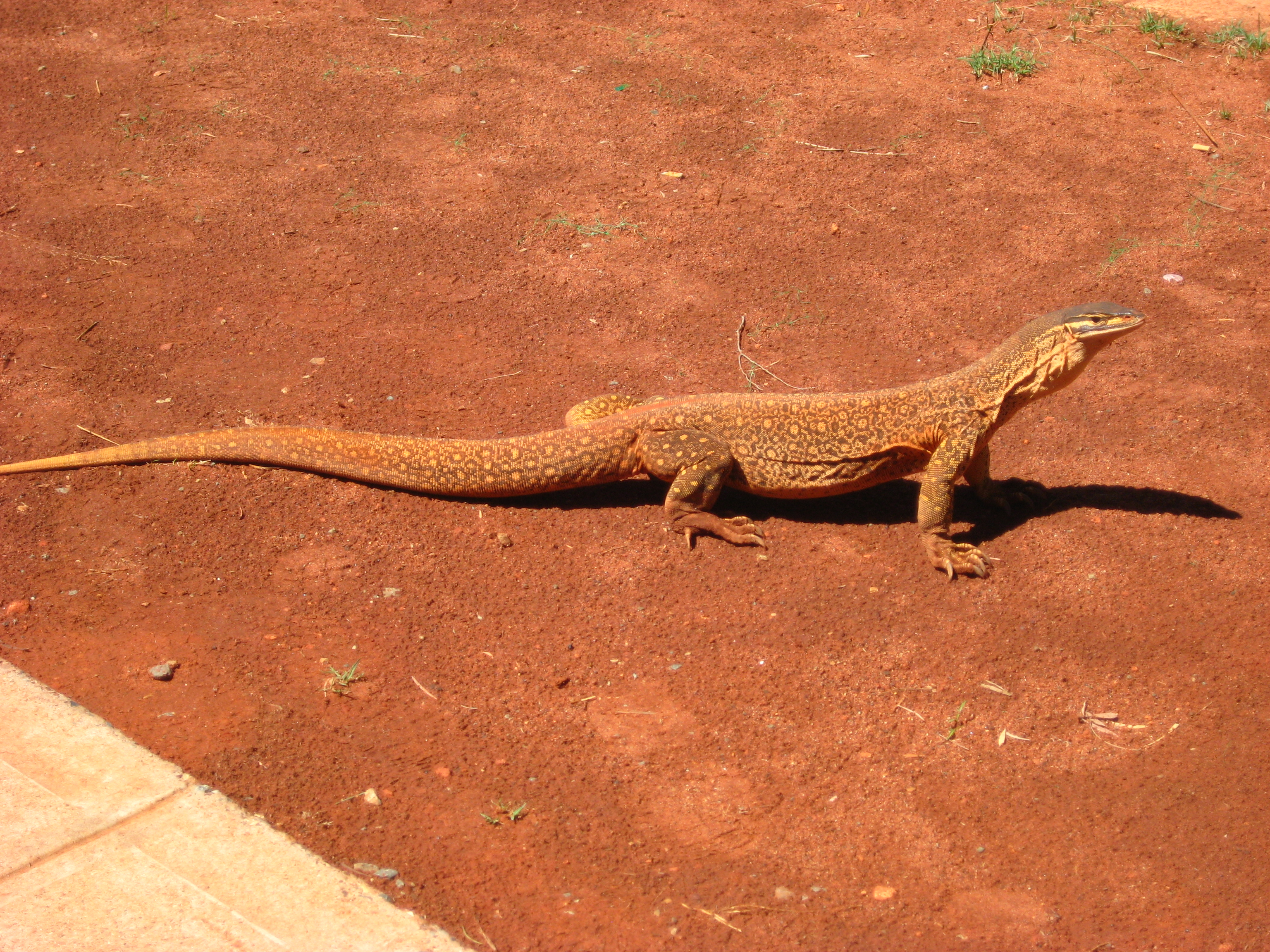
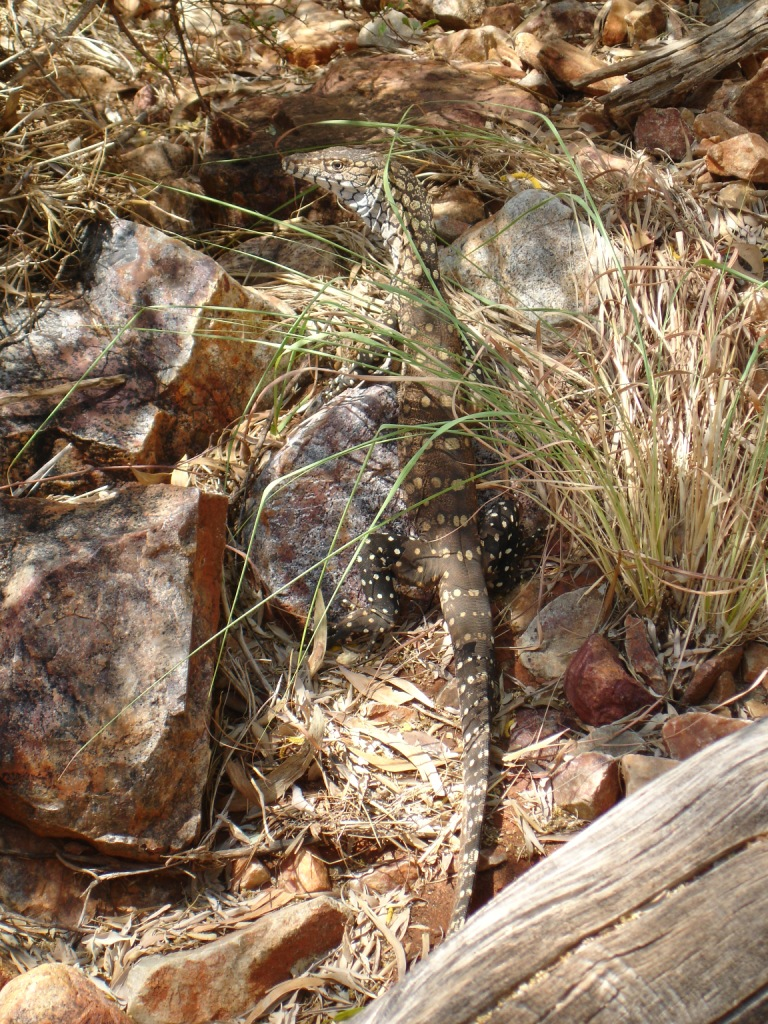